# Robert Lach
Robert Lach (* 29. Jänner 1874 in Wien; † 11. September 1958 in Salzburg) war ein österreichischer Musikwissenschaftler, Dichter und Komponist.

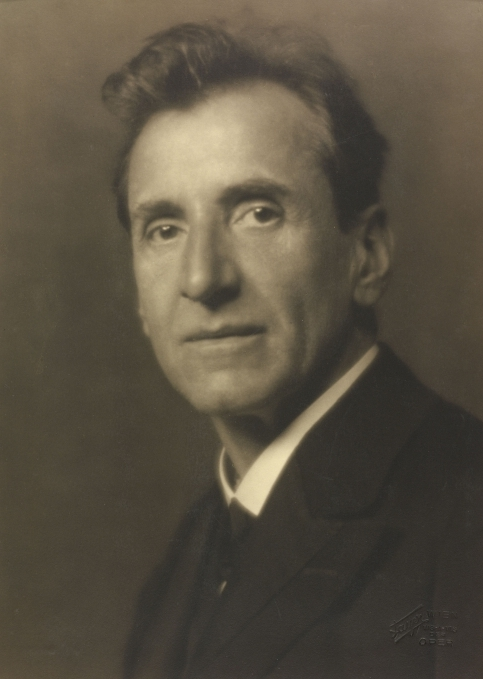
Aufnahme von Georg Fayer (1927)

## Leben und Wirken
Nach einem abgebrochenen Jurastudium trat Lach 1894 in den österreichischen Staatsdienst. Daneben studierte er von 1893 bis 1899 Komposition am Konservatorium der Gesellschaft der Musikfreunde in Wien bei Robert Fuchs, außerdem ab 1896 Musikwissenschaft bei Richard Wallaschek, Heinrich Löwy-Rietsch, Max Dietz und Guido Adler. 1902 erwarb er an der Karl-Ferdinands-Universität Prag den Grad eines Doktors der Philosophie.
Von 1912 bis 1920 leitete er die Musikaliensammlung der Wiener Staatsbibliothek und setzte hier den von Josip Mantuani begonnenen gedruckten Katalog der Musikhandschriften der Österreichischen Staatsbibliothek fort.
Nach seiner Habilitation für Musikwissenschaft an der Universität Wien 1915 wurde er dort 1920 außerordentlicher. 1927 wurde Lach, welcher zu der antisemitischen Gruppe Bärenhöhle gehörte, Nachfolger von Guido Adler als ordentlicher Professor für vergleichende Musikwissenschaft. Sein Vorgänger Adler hatte ihn jedoch nicht empfohlen und nicht in seinen Besetzungsvorschlag  aufgenommen. Außerdem war er von 1924 bis 1945 Professor für Musikgeschichte an der Staatsakademie für Musik und darstellende Kunst.
Zum 27. März 1933 trat Lach der NSDAP in der Ortsgruppe Pötzleinsdorf bei (Mitgliedsnummer 1.529.471).
Lach gilt als führender Vertreter der vergleichenden Musikwissenschaft. Er veröffentlichte auch Schriften zur Musikgeschichte, Musikethnologie und -psychologie und trat als Lyriker und Komponist spätromantischer Werke hervor.
Im Jahr 1968 wurde in Wien-Floridsdorf (21. Bezirk) die Robert-Lach-Gasse nach ihm benannt.

## Antisemitismus
Laut Kurt Ehrenberg, der die autobiographischen Aufzeichnungen seines Schwiegervaters Othenio Abel verarbeitete, war Lach Mitglied der „Bärenhöhle“, einer antisemitischen universitären Geheimclique.
In einem Brief aus dem Jahr 1933 schreibt er: „Wer hätte vor drei Jahren zu hoffen gewagt, dass die Macht des Judentums so plötzlich und schnell gebrochen werden würde, wie dies Gottlob jetzt wenigstens in Deutschland … der Fall ist.“
Im selben Jahr: „Ich habe mir neulich das 'Handbuch der Judenfrage' gekauft und mit Freuden darin Ihren Beitrag gefunden (…) Übrigens möchte ich mir erlauben, Sie nachträglich (…) auf einige Juden aufmerksam zu machen, die Sie in Wien vergessen haben: Den Regisseur an der Hofoper, Dr. Lothar Wallerstein, dann die vor wenigen Monaten nach Wien gekommene und natürlich an der Hofoper gelandete Jüdin Margarete Wallmann, ferner die Kapellmeister [Karl] Alwin, [Hugo] Reichenberger und [Josef] Krips, alle 'reinkultivierte' Juden schlimmster Sorte! Überhaupt ist die Oper jetzt unter dem famosen Regime des Clemens Krauß total verjudet; nicht ein arischer Kapellmeister oder Regisseur! Krauß ist total durch und durch ein Judenknecht schlimmster Sorte! Ist er nicht vielleicht selbst ein Jude? … Arthur Haas …, einer der widerlichsten und grauslichsten Juden, die man sich nur vorstellen kann“.
Lach verzögerte zudem aufgrund rassistischer Motive die Ernennung von Egon Wellesz und lehnte Paul Nettl als Gutachter ab, weil dieser ein „Volljude von reinstem Schlage“ gewesen sei.

## Schriften
- Studien zur Entwicklungsgeschichte der ornamentalen Melopöie, 1913.
- Sebastian Sailers "Schöpfung" in der Musik, 1916.
- Vorläufiger Bericht über die in Auftrag der kaiserlichen Akademie der Wissenschaften erfolgte Aufnahme der Gesänge russischer Kriegsgefangener im August und September 1916, 1917.
- Wolfgang Amadeus Mozart als Theoretiker. Holzhausen, Wien 1918.
- Zur Geschichte des Gesellschaftstanzes des 18. Jahrhunderts, 1920.
- Zur Geschichte des musikalischen Zunftwesens, 1923.
- Die vergleichende Musikwissenschaft, ihre Methoden und Probleme, 1924.
- Die Musik der Natur- und orientalischen Kulturvölker. In: Guido Adler: Handbuch der Musikgeschichte. I–III, Frankfurt am Main 1924, 2. Aufl. Berlin-Wilmersdorf 1930; Neudrucke München 1975 und 1981, Band I, S. 3–34.
- Das Konstruktionsprinzip der Wiederholung in Musik, Sprache und Literatur, 1925.
- Vergleichende Kunst- und Musikwissenschaft, 1925
- Die Bruckner-Akten des Wiener Universitätsarchivs. E. Strache, Wien u. a. 1926.
- Gesänge russischer Kriegsgefangener I-III, 1926–52.
- Geschichte der Staatsakademie und Hochschule für Musik und Darstellende Kunst in Wien, E. Strache, 1927.
- Das Ethos in der Musik Schuberts. Selbstverlag, Wien 1928.